# Obrenovac
Obrenovac (cyr. Обреновац) – miasto w Serbii, w mieście Belgrad, siedziba gminy miejskiej Obrenovac. W 2011 roku liczyło 25 429 mieszkańców.
Do XIX wieku miasto nosiło wywodzącą się z języka tureckiego nazwę Palež. Miasto, całkowicie zniszczone podczas powstania serbskiego, zostało odbudowane w roku 1859 przez księcia Miłosza Obrenovicia. Od jego nazwiska pochodzi obecna nazwa miasta. Obrenovac wchodzi w skład związku gmin belgradzkich od roku 1957.
W wyniku powodzi z 2014 roku Obrenovac zostało całkowicie zniszczone.